# Antípat
L'antípat (grec medieval: ἀνθύπατος, anthípatos) era l'equivalent grec del procònsol llatí. A l'Orient grec i l'Occident llatí era utilitzat per referir-se a aquest càrrec en temps de l'Imperi Romà i la fase inicial de l'Imperi Romà d'Orient. El títol sobrevisqué fins al segle ix. Posteriorment, fins al segle xi, esdevingué un títol per als buròcrates vells de la cort de l'Imperi Romà d'Orient.

## Història i funcions
En l'Imperi Romà tardà i la fase inicial de l'Imperi Romà d'Orient, el títol d'antípat fou instituït pels governadors d'algunes províncies (Àsia, Àfrica, Acaia i també Constantinoble entre el 330 i el 359) fins al segle vii, quan el sistema administratiu romà tardà fou substituït pels temes.
Seguidament, el títol fou utilitzat en el context de l'estructura dels temes: encara hi havia eparques i antípats a Anatòlia fins a principis del segle ix, que feien de governadors civils, probablement sota l'autoritat (molt reduïda) del prefecte del pretori de Constantinoble. En aquest punt, el terme també començà a ser fet servir com a dignitat més que com a ofici: Teòfanes el Confessor escrigué que l'emperador Teòfil (r. 829-842) honrà Aleix Mosele, marit de la seva filla Maria, nomenant-lo patrici i antípat i elevant-lo per sobre dels patricis normals i corrents. Aquest canvi coincidí amb l'abolició dels últims vestigis de l'antic sistema romà, de manera que els antípats foren substituïts pels estrategs dels temes en el seu rol de governadors civils i pel càrrec molt menys prestigiós de protonotari en el seu rol de supervisors de l'aprovisionament de l'exèrcit i els afers financers.
Així, a partir de la segona meitat del regnat de Miquel III l'Embriac (r. 842-867), el terme esdevingué una dignitat normal i corrent, que constituïa una classe per sobre dels patricis. A partir d'aleshores, el títol complet d'antípat i patrici fou atorgat a diversos funcionaris administratius i militars d'alt rang al llarg dels segles x i xi. Al segle xi apareixen documentats el protantípat ('primer antípat') i un sol cas de disantípat ('dues vegades antípat'). Tanmateix, totes aquestes dignitats desaparegueren a principis del segle xii.
Segons el Cletorològion de Filoteu, escrit el 899, la insígnia de l'antípat era vermella i anava inserida en una tauleta d'argila. El nomenament, efectuat per l'emperador romà d'Orient, representava l'elevació del destinatari al càrrec.